# Georges Méliès
Marie-Georges-Jean Méliès, được gọi là Georges Méliès (/meɪˈljɛs/; tiếng Pháp: [meljɛs]; 8 tháng 12 năm 1861 - 21 tháng 1 năm 1938), là một nhà ảo thuật và đạo diễn phim người Pháp, người đã đi tiên phong với nhiều phát triển về kỹ thuật và kể chuyện trong những ngày đầu của điện ảnh. Méliès nổi tiếng với việc sử dụng các hiệu ứng đặc biệt, phổ biến các kỹ thuật như ghép nối thay thế, phơi sáng nhiều lần, chụp ảnh vượt thời gian, hòa tan và tô màu bằng tay. Ông cũng là một trong những nhà làm phim đầu tiên sử dụng bảng phân cảnh. Các bộ phim của ông bao gồm A Trip to the Moon (1902) và The Impossible Voyage (1904), cả hai bộ phim đều liên quan đến những chuyến đi kỳ lạ, siêu thực theo phong cách của Jules Verne, và được coi là một trong những phim khoa học viễn tưởng quan trọng nhất, mặc dù cách tiếp cận của chúng gần hơn với thể loại kỳ ảo.

## Tuổi thơ và giáo dục ban đầu

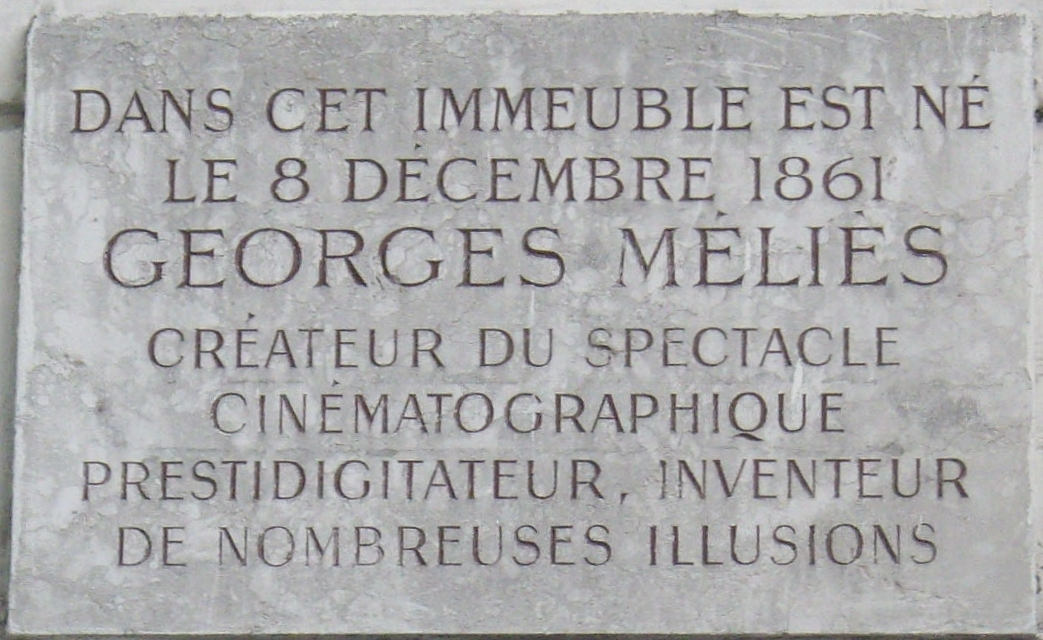
Tấm bảng kỷ niệm nơi sinh của Méliès - "Trong khối căn hộ này được sinh ra vào ngày 8 tháng 12 năm 1861 Georges Méliès, người tạo ra ấn tượng điện ảnh, nhà quảng cáo, nhà phát minh của nhiều ảo thuật

Marie-Georges-Jean Méliès sinh ngày 8 tháng 12 năm 1861 tại Paris, con trai của Jean-Louis-Stanislas Méliès và người vợ Hà Lan Johannah-Catherine Schuering.  Cha ông đã chuyển đến Paris vào năm 1843 với tư cách là một thợ đóng giày di động và bắt đầu làm việc tại một nhà máy sản xuất giày, nơi ông gặp mẹ của Méliès. Cha của Johannah-Catherine là người đóng giày chính thức của tòa án Hà Lan trước khi một vụ hỏa hoạn hủy hoại việc kinh doanh của ông. Bà đã giúp đỡ việc giáo dục cho Jean-Louis-Stanislas. Cuối cùng hai người kết hôn, thành lập một nhà máy sản xuất giày chất lượng cao trên Đại lộ Saint-Martin, và có hai con trai là Henri và Gaston; Vào thời điểm con trai thứ ba của họ Georges được sinh ra, gia đình họ đã trở nên giàu có. 
Georges Méliès nhập trường Lycée Michelet từ năm bảy tuổi cho đến khi nó bị ném bom trong Chiến tranh Pháp-Phổ; sau đó ông được gửi đến trường danh tiếng Lycée Louis-le-Grand. Trong hồi ký của mình, Méliès nhấn mạnh nền giáo dục cổ điển, chính thống của mình, trái ngược với những lời buộc tội ngay từ đầu trong sự nghiệp rằng hầu hết các nhà làm phim là những người "không biết chữ và không thể sản xuất bất cứ thứ gì có tính nghệ thuật".  Tuy nhiên, ông thừa nhận rằng bản năng sáng tạo của ông thường vượt xa trí tuệ: "Niềm đam mê nghệ thuật quá mạnh mẽ đối với ông, và trong khi ông sẽ suy ngẫm về một sáng tác tiếng Pháp hoặc câu thơ Latinh, cây bút của ông phác họa chân dung hoặc biếm họa của giáo sư hoặc bạn cùng lớp, hoặc một số cung điện giả tưởng hoặc một cảnh quan nguyên bản đã mang dáng dấp của một nhà hát. " Thường xuyên bị các giáo viên phạt vì vẽ đầy sách giáo khoa và sách bài tập, Georges bắt đầu xây dựng các vở kịch sân khấu dùng rối lúc mười tuổi và chuyển sang chuyên môn thậm chí phức tạp hơn con rối khi chỉ mới là một thiếu niên. Méliès tốt nghiệp Lycée với bằng tú tài năm 1880. 

## Sự nghiệp sân khấu

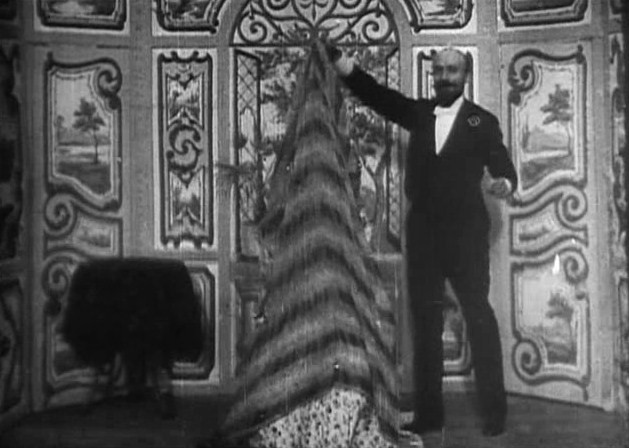
Cảnh trong The Vanishing Lady

Sau khi hoàn thành việc học của mình, Méliès đã cùng anh em của mình kinh doanh giày của gia đình, nơi anh học cách may vá. Sau ba năm nghĩa vụ quân sự bắt buộc , cha ông đã gửi ông đến London để làm thư ký cho một người bạn của gia đình. Khi ở Luân Đôn, anh bắt đầu đến thăm Hội trường Ai Cập, được điều hành bởi nhà ảo thuật London John Nevil Maskelyne, và anh đã phát triển niềm đam mê suốt đời đối với ảo thuật sân khấu.  Méliès trở lại Paris vào năm 1885 với một mong muốn mới: học vẽ tranh tại École des Beaux-Arts. Tuy nhiên, cha anh đã từ chối hỗ trợ tài chính cho anh như một nghệ sĩ, vì vậy Georges ổn định cuộc sống với công việc giám sát máy móc tại nhà máy của gia đình. Cùng năm đó, anh tránh được mong muốn của gia đình anh muốn anh kết hôn với em dâu của anh trai mình và thay vào đó đã kết hôn với Eugénie Génin, con gái của một người bạn của gia đình với những người bảo trợ của cô đã để lại cho cô một của hồi môn khá lớn. Họ có hai đứa con: Georgette, sinh năm 1888 và André, sinh năm 1901.
Khi làm việc tại nhà máy của gia đình, Méliès tiếp tục nuôi dưỡng niềm đam mê với ảo thuật sân khấu. Ông tham dự các buổi biểu diễn tại Théâtre Robert-Houdin, được thành lập bởi ảo thuật gia Jean Eugène Robert-Houdin. Ông cũng bắt đầu học những bài học ảo thuật từ Emile Voisin, người đã cho anh cơ hội thực hiện những buổi trình diễn công khai đầu tiên của mình, tại Phòng Fantastique của Bảo tàng Sáp Grévin và sau đó, tại Galerie Vivienne. 
Năm 1888, cha của Méliès nghỉ hưu, và Georges Méliès đã bán cổ phần kinh doanh giày của gia đình cho hai anh em của mình. Với số tiền từ việc bán cổ phần và từ của hồi môn của vợ, ông đã mua Théâtre Robert-Houdin. Mặc dù nhà hát này là "tuyệt vời" và được trang bị đèn, đòn bẩy, cửa bẫy và một số automata, nhiều ảo ảnh và mánh khóe có sẵn đã lỗi thời, và số người xem tới nhà hát thấp ngay cả sau khi Méliès thực hiện cải tạo lại nhà hát.
Trong chín năm tiếp theo, cá nhân Méliès đã tạo ra hơn 30 ảo thuật mới mang đến nhiều màn trình diễn hài hước và khoa trương hơn, giống như những gì Méliès đã thấy ở London, và lượng người xem tăng lên rất nhiều. Một trong những ảo thuật được biết đến nhiều nhất của ông là Người đàn ông bị chặt đầu, trong đó đầu của một giáo sư bị cắt đứt giữa bài phát biểu và tiếp tục nói chuyện cho đến khi nó trở lại cơ thể. Khi ông mua Théâtre Robert-Houdin, Méliès cũng được thừa hưởng người kỹ sư cơ khí chính của nó là Eugène Calmels và những người biểu diễn như Jehanne D'Alcy, người sẽ trở thành tình nhân của ông và sau này là vợ thứ hai của ông. Trong khi điều hành nhà hát, Méliès cũng làm việc như một họa sĩ truyện tranh chính trị cho tờ báo tự do La Griffe, được anh họ của ông-Adolphe Méliès-biên tập. 
Là chủ sở hữu của Théâtre Robert-Houdin, Méliès bắt đầu làm việc ở hậu trường nhiều hơn là trên sân khấu. Ông đóng vai trò là đạo diễn, nhà sản xuất, người viết kịch bản, nhà thiết kế và thiết kế trang phục, cũng như phát minh ra nhiều trò ảo thuật. Với sự nổi tiếng ngày càng tăng của sân khấu của mình, ông đã đưa các nhà ảo thuật bao gồm Buatier De Kolta, Duperrey và Raynaly đến nhà hát. Cùng với các trò ảo thuật, các màn trình diễn bao gồm kịch câm cổ tích, màn trình diễn tự động trong thời gian xen kẽ, chương trình đèn lồng ma thuật và các hiệu ứng đặc biệt như tuyết rơi và sét. Năm 1895, Méliès được bầu làm chủ tịch của Chambre Syndicale des Artistes Illusionistes. 

## Sự nghiệp điện ảnh ban đầu
Vào ngày 28 tháng 12 năm 1895, Méliès đã tham dự một buổi trình diễn riêng tư đặc biệt về kỹ thuật điện ảnh của anh em nhà Lumière, được trình diễn cho những người sở hữu những ngôi nhà cảnh tượng ở Paris.   Méliès ngay lập tức cung cấp các Lumières 10.000 franc cho một trong các máy quay phim của họ; Lumières từ chối, nóng lòng muốn kiểm soát chặt chẽ phát minh của mình và nhấn mạnh bản chất khoa học của thiết bị. (với cùng lời đề nghị mua tương tự, họ đã từ chối Bảo tàng Grévin 20.000 franc và Folies Bergère với số tiền 50.000 franc trong cùng đêm biểu diễn trên.)  Méliès, với ý định tìm kiếm một máy chiếu phim cho Théâtre Robert-Houdin, đã chuyển sang hướng đi khác; nhiều nhà phát minh khác ở Châu Âu và Châu Mỹ đã thử nghiệm các máy móc tương tự như phát minh của Lumières, mặc dù ở mức độ kỹ thuật kém hơn. Có thể là ông đã hành động theo một mẹo từ Jehanne d'Alcy, người có thể đã xem máy chiếu phim hoạt hình của Robert W. Paul khi đang lưu diễn ở Anh, và Méliès đã đi du lịch đến London. Ông đã mua một máy quay phim của Paul, cũng như một số phim ngắn được Paul và Công ty sản xuất Edison bán ra. Đến tháng 4 năm 1896, Nhà hát Robert-Houdin đã chiếu những bộ phim mua được như một phần của buổi biểu diễn hàng ngày. 
Méliès, sau khi nghiên cứu thiết kế của Animatograph, đã sửa đổi máy này để nó hoạt động như một máy quay phim.  Vì phim thô và phòng xử lý phim thô vẫn chưa có ở Paris, Méliès phải mua phim unperforated ở London, và tự mình rửa và in phim của mình thông qua việc thử và sai. 
Vào tháng 9 năm 1896, Méliès, Lucien Korsten và Lucien Reulos đã lấy bằng sáng chế cho Kinètographe Robert-Houdin, một máy chiếu ảnh bằng gang, mà Méliès gọi là "máy xay cà phê" và "súng máy" vì tiếng ồn mà nó phát ra. Đến năm 1897, công nghệ đã bắt kịp và những chiếc máy ảnh tốt hơn đã được bán ở Paris, khiến Méliès phải bỏ chiếc máy chiếu ảnh của chính mình và mua một số máy ảnh tốt hơn do Gaumont, Lumières và Pathé sản xuất. 
Méliès đã đạo diễn hơn 500 bộ phim trong khoảng thời gian từ 1896 đến 1913, với thời lượng từ một đến bốn mươi phút. Về chủ đề, những bộ phim này thường tương tự như rạp chiếu ảo thuật mà Méliès đã và đang làm, chứa các "thủ thuật" và các sự kiện không thể có, chẳng hạn như các vật thể biến mất hoặc thay đổi kích thước. Những bộ phim hiệu ứng đặc biệt ban đầu này về cơ bản không có cốt truyện. Các hiệu ứng đặc biệt chỉ được sử dụng để hiển thị những gì có thể, thay vì tăng cường tường thuật tổng thể. Những bộ phim đầu tiên của Méliès hầu hết bao gồm các hiệu ứng đơn trong máy ảnh, được sử dụng cho toàn bộ bộ phim. Ví dụ, sau khi thử nghiệm với nhiều lần tiếp xúc, Méliès đã tạo ra bộ phim The One-Man Band, trong đó ông đóng cùng lúc bảy nhân vật khác nhau.

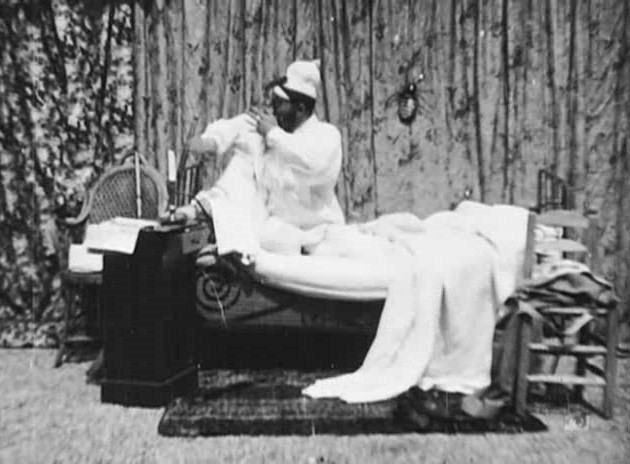
Cảnh trong Một đêm kinh hoàng